# Super Drags
Super Drags è una serie animata brasiliana creata da Anderson Mahanski, Fernando Mendonça e Paulo Lescaut per Netflix. La serie è prodotta da Combo Estúdio e segue le avventure di Patrick, Donizete e Ralph, amici che lavorano in un negozio e diventano tre eroine: Lemon Chifon, Scarlet Carmesim e Safira Cyan, le Super Drags, per proteggere la comunità LGBT. La serie, consistente di 5 episodi, è stata pubblicata il 9 novembre 2018.
Un mese dopo l'uscita della serie, Netflix dichiara che non ci sarebbe stata una seconda stagione.

## Episodi

### Prima stagione
| n. | Titolo originale | Titolo italiano    | Diretto da        | Scritto da          | Pubblicazione   |
| -- | ---------------- | ------------------ | ----------------- | ------------------- | --------------- |
| 1  | Hora do lipsync  | L'ora del playback | Fernando Mendonça | Vânia Matos         | 9 novembre 2018 |
| 2  | Imagem é tudo    | L'immagine è tutto | Fernando Mendonça | Chico Amorim        | 9 novembre 2018 |
| 3  | A cura gay       | La cura gay        | Fernando Mendonça | Fernanda Brandalise | 9 novembre 2018 |
| 4  | Seja quem você é | Sii te stesso      | Fernando Mendonça | Marcelo Souza       | 9 novembre 2018 |
| 5  | Numa só voz      | Una singola voce   | Fernando Mendonça | Paulo Lescaut       | 9 novembre 2018 |

## Personaggi e doppiatori

### Personaggi principali
- Donizete/Scarlet Carmesim, voce originale di Fernando Mendonça, italiana di Daniele Raffaeli.
- Patrick/Lemon Chiffon, voce originale di Sérgio Cantú, italiana di Stefano Onofri.
- Ralph/Safira Cyan, voce originale di Wagner Follare, italiana di Gabriele Patriarca.
- Goldiva, voce originale di Pabllo Vittar, italiana di Stefano Broccoletti.
- Vedete Champagne, voce originale di Silvetty Montilla, italiana di Davide Lepore.
- Lady Elza, voce originale di Rapha Vélez, italiana di Eugenio Marinelli.
- Jezebel, voce originale di Sylvia Salustti, italiana di Michela Alborghetti.
- Sandoval, voce originale di Fernando Mendonça, italiana di Giuliano Santi.
- Val Valadão, voce originale di Patrícia Garcia.
- Robertinho/Janjão, voce originale di Guilherme Briggs.

### Personaggi secondari
- Juracy, voce originale di Marcelo Souza, italiana di Francesco Monachesi.
- Sandro, voce originale di Donna Simone Johnson, italiana di Francesca Rinaldi.

## Promozione
Il primo trailer della serie è stato distribuito il 19 ottobre 2018.

## Casi mediatici
Prima della distribuzione, la serie è stata oggetto di alcune controversie. Nel luglio 2017 la Società brasiliana dei pediatri ha pubblicato un comunicato, in cui sosteneva che la serie potesse essere dannosa per i bambini. Netflix, tuttavia, ha confermato che la serie è intesa per un pubblico adulto e che sarebbe stata pubblicata con un rating TV-MA. Inoltre, è stato pubblicato un video in cui Vedete Champagne, uno dei personaggi della serie, avvertiva gli spettatori che, sebbene la serie fosse un cartone animato, contiene contenuti destinati a un pubblico adulto ed è solo per un pubblico maggiore di 16 anni di età.